# 오은석
오은석(吳恩錫, 1983년 4월 2일~)은 대한민국의 펜싱 선수, 지도자로 주 종목은 사브르이다. 런던에서 열린 2012년 하계 올림픽에서 구본길, 김정환, 원우영과 함께 단체전에 출전하여 금메달을 획득하였다. 대한민국 펜싱 역사상 처음으로 나온 단체전 금메달이었다. KBS의 리듬체조 해설가인 김윤희와는 부부관계이다.

## 수상

### 수훈
- 체육훈장 청룡장(2013년 10월 15일)

## 출신 학교
- 대구영선초등학교
- 대구중학교
- 오성고등학교
- 동의대학교

## Instagram eunseok0402
- 위키미디어 공용에 오은석 관련 미디어 분류가 있습니다.
- Instagram eunseok0402
- (영어) 오은석 - 국제 펜싱 연맹
- (영어) 오은석 - Olympedia
- (영어) 오은석 - Sports Reference